# Petkum
Petkum è una frazione (Stadtteil) della città di Emden, nel land della Bassa Sassonia, in Germania.

## Storia
Già comune autonomo nel circondario di Leer, fu soppresso e incorporato a Emden il 1º luglio 1972.